# سيتيمانا سيسليستا إيتاليانا 2021
سيتيمانا سيسليستا إيتاليانا 2021 (بالإيطالية: Settimana Ciclistica Italiana 2021)‏ هو سباق دراجات هوائية، وهو الموسم رقم 1 من سيتيمانا سيسليستا إيتاليانا، وأقيم خلال الفترة 14 يوليو 2021، وحتى 18 يوليو 2021، وضمن سباقات طواف أوروبا للدراجات 2021، وشارك فيه 143 متسابقاً ووصل إلى نهايته 122 متسابقاً.
فاز بالمركز الأول دييغو يليسي، وبالمركز الثاني سيب فانمارك، وبالمركز الثالث جيوفاني أليوتي، وفاز باسكال أكرمان في ترتيب النقاط، وكان الفائز حسب النقاط للشباب جيوفاني أليوتي، وكان الفائز في تصنيف الجبال Santiago Buitrago ‏.

## الفرق
| فرق عالمية (6)- Bahrain Victorious - Bora-Hansgrohe - Israel Start-Up Nation - Movistar Team - Team BikeExchange - UAE Team Emirates فرق برو (10)- 2021 أندروني جوكاتولي-سيدرمك ‏ - Bardiani CSF Faizanè - ديلكو 2021 ‏ - فريق إيولو كوميت لركوب الدراجات 2021 ‏ - أوسكالتيل أوسكادي 2021 ‏ - غازبروم روسفيلو 2021 ‏ - سبورت فلاندرين بالويس 2021 ‏ - Arkéa-Samsic - أونو اكس برو سايكلنج تيم 2021 ‏ - 2021 ويلير تريستينا-سيل إيطاليا ‏ فرق قارية (4)- أموري وفيتا - برودير 2021 ‏ - جيوتي فيكتوريا سافيني ديو 2021 ‏ - MG.K vis Colors for Peace ‏ - Sam–Vitalcare–Dynatek ‏ فريق وطني- فريق إيطاليا لركوب الدراجات للرجال 2021 ‏ |  |
| |  |

## المراحل
| قائمة المراحل | قائمة المراحل | قائمة المراحل       | قائمة المراحل | قائمة المراحل | قائمة المراحل   | قائمة المراحل |
| المرحلة       | التاريخ       | الدورة              |               | المسافة (كم)  | الفائز بالمرحلة | القائد العام  |
| ------------- | ------------- | ------------------- | ------------- | ------------- | --------------- | ------------- |
| مرحلة 1       | 14 يوليو      | Alghero ‏ – ساساري   | مرحلة جبلية   | 155٫8         | دييغو يليسي     | دييغو يليسي   |
| مرحلة 2       | 15 يوليو      | ساساري – أوريستانو  | مرحلة جبلية   | 185٫5         | باسكال أكرمان   | دييغو يليسي   |
| مرحلة 3       | 16 يوليو      | أوريستانو – كالياري | مرحلة جبلية   | 180٫9         | باسكال أكرمان   | دييغو يليسي   |
| مرحلة 4       | 17 يوليو      | كالياري – كالياري   | مرحلة جبلية   | 168           | دييغو يليسي     | دييغو يليسي   |
| مرحلة 5       | 18 يوليو      | كالياري – كالياري   | مرحلة جبلية   | 170٫2         | باسكال أكرمان   | دييغو يليسي   |

## النتيجة
| المرحلة   |              | الفائز _      | التصنيف العام | حسب النقاط    | تسلق الجبل         | أفضل شاب       |
| --------- | ------------ | ------------- | ------------- | ------------- | ------------------ | -------------- |
| المرحلة 1 | مرحلة التلال | دييغو يليسي   | دييغو يليسي   | دييغو يليسي   | Simon Pellaud ‏     | جيوفاني أليوتي |
| المرحلة 2 | مرحلة التلال | باسكال أكرمان | دييغو يليسي   | دييغو يليسي   | Simon Pellaud ‏     | جيوفاني أليوتي |
| المرحلة 3 | مرحلة التلال | باسكال أكرمان | دييغو يليسي   | باسكال أكرمان | Simon Pellaud ‏     | جيوفاني أليوتي |
| المرحلة 4 | مرحلة التلال | دييغو يليسي   | دييغو يليسي   | دييغو يليسي   | Santiago Buitrago ‏ | جيوفاني أليوتي |
| المرحلة 5 | مرحلة التلال | باسكال أكرمان | دييغو يليسي   | باسكال أكرمان | Santiago Buitrago ‏ | جيوفاني أليوتي |
| النهائي   | النهائي      |               | دييغو يليسي   | باسكال أكرمان | Santiago Buitrago ‏ | جيوفاني أليوتي |

## التصنيف العام النهائي
| التصنيف العام         | التصنيف العام      | التصنيف العام   | التصنيف العام              | التصنيف العام  |
| العداء                | العداء             | البلد           | الفريق                     | الوقت          |
| --------------------- | ------------------ | --------------- | -------------------------- | -------------- |
| 1                     | دييغو يليسي        | إيطاليا         | فريق الإمارات              | 20 س 30 د 24 ث |
| 2                     | سيب فانمارك        | بلجيكا          | إسرائيل - بريمير تيك       | + 8 ث          |
| 3                     | جيوفاني أليوتي     | إيطاليا         | بورا هانسغروه              | + 16 ث         |
| 4                     | فيليكس جروس شارتنر | النمسا          | بورا هانسغروه              | + 20 ث         |
| 5                     | دافيد فييلا        | إيطاليا         | موفيستار                   | + 20 ث         |
| 6                     | سيرجيو ساميتيير    | إسبانيا         | موفيستار                   | + 20 ث         |
| 7                     | Paul Double ‏       | المملكة المتحدة | MG.K vis Colors for Peace ‏ | + 20 ث         |
| 8                     | بن هيرمانز         | بلجيكا          | إسرائيل - بريمير تيك       | + 20 ث         |
| 9                     | النر زكرين         | روسيا           | غازبروم روسفيلو ‏           | + 20 ث         |
| 10                    | أندري زيتز         | كازاخستان       | Team BikeExchange          | + 27 ث         |
| مصدر: ProCyclingStats |                    |                 |                            |                |

## وصلات خارجية
- الموقع الرسمي
- لمحة عن سباق سيتيمانا سيسليستا إيتاليانا 2021 على موقع  ProCyclingStats   (برو  سايكلنج  ستاتس) - إحصاءات  محترفي  الدراجات.
- سيتيمانا سيسليستا إيتاليانا 2021 على موقع إحصائيات الدراجات الإحترافية (الإنجليزية)